# Chiastic Slide
| Recensione | Giudizio |
| ---------- | -------- |
| AllMusic   |          |
| Ondarock   | 7/10     |

Chiastic Slide è il quarto album da studio del gruppo inglese di musica elettronica Autechre, pubblicato nel 1997 con l'etichetta discografica Warp Records.
La copertina è ideata dallo studio The Designers Republic.

## Tracce
1. Cipater – 8:56
2. Retic AC – 2:08
3. Tewe – 6:56
4. Cichli – 8:52
5. Hub – 7:35
6. Calbruc – 3:51
7. Recury – 9:44
8. Pule – 8:33
9. Nuane – 13:13

Durata totale: 69:48